# Ranxo Deluxe
Ranxo Deluxe (original: Rancho Deluxe) és una pel·lícula estatunidenca dirigida per Frank Perry, estrenada el 1975 i doblada al català.

## Argument
Jack McKee i Cecil Colson són dos rodamons que es guanyen la vida robant bestiar. Jack va fugir dels seus pares perquè odiava el seu luxós estil de vida. Cecil és un descendent de nadius americans que busca el seu propi camí. Fart que li deixin sense bestiar, el ric ranxer que sol ser l'objectiu d'aquests dos vividors comença a contractar gent per acabar amb ells. Tot i així Jack i Cecil no s'adonen que la sort no els durarà per sempre.

## Repartiment
- Jeff Bridges: Jack McKee
- Sam Waterston: Cecil Colson
- Elizabeth Ashley: Cora Brown
- Clifton James: John Brown
- Slim Pickens: Henry Beige
- Charlene Dallas: Laura Beige
- Harry Dean Stanton: Curt
- Richard Bright: Burt
- Patti D'Arbanville: Betty Fargo
- Maggie Wellman: Mary Fargo
- Joe Spinell: Mr. Colson
- Jimmy Buffett: Ell mateix